# Josefa Murillo y Bravo de Vela
Josefa Murillo y Bravo de Vela (Málaga, 31 de octubre de 1831) fue una pintora y cantante de zarzuela española del siglo XIX.

## Trayectoria
Nació en Málaga, hija de Josefa Bravo y de Gonzalo Murillo, donde comenzó su trayectoria artística. Posteriormente se trasladó a Sevilla, donde prosiguió su carrera musical y ocupó el puesto de primera tiple en la compañía lírico-dramática del Teatro de San Fernando. En 1857, se estableció en Madrid, donde continuó su formación con el guitarrista y compositor Antonio Rovira.
Fue contratada como tiple del Teatro de la Zarzuela, donde actuó junto a artistas como Luisa Santamaría. Su debut en el coliseo de Jovellanos tuvo lugar en junio de 1857, donde interpretó la zarzuela El vizconde de Francisco Camprodón y Francisco Asenjo Barbieri, y unas canciones andaluzas. Un mes más tarde, interpretó una romanza de la obra Jugar con fuego de Barbieri.
Interpretó en este periodo diferentes papeles en obras como El relámpago, Casado y soltero o Azón Visconti. Fue parte de la Compañía de la Zarzuela para el año cómico 1859-1860. En 1859, representó el papel de Pepita en Los conspiradores de Carlos Frontaura, también actuó en El juramento, Amar sin conocer; en la zarzuela-disparate de Luis de Olona, Entre mi mujer y el negro, en el papel de Doña Inés; en Los monederos falsos y en Los mosqueteros de la reina. Por otro lado, participó en los conciertos sacros que se realizaron en Madrid ese año.

En 1860, representó varios personajes en El diablo las carga y a Isabel en Los Circasianos de Olona. Este mismo año se le dedicó la segunda edición de Nadie se muere hasta que Dios quiere de Narciso Serra, que Murillo no realizó porque dejó la compañía; y junto a otros artistas que no tenían contrato, formaron la Compañía a Partido, que se consideró la primera competencia formal de la Zarzuela, donde formó un trío de tiples junto a Santamaría y Matilde Villó. Meses después, en noviembre, regresó a la Zarzuela, bajo la dirección de Francisco Salas, para la temporada 1860-1861; año en el que interpretó, entre otras: Los piratas y Una historia en un mesón de Serra. A finales de 1861 se retiró de los escenarios. 
- Casado y Soltero. Zarzuela en un acto y en prosa de Luis de Olona.
- Una historia en un mesón. Zarzuela en un acto y verso de Narciso Serra.
- El diablo las carga. Zarzuela en tres actos de Gatzambide.

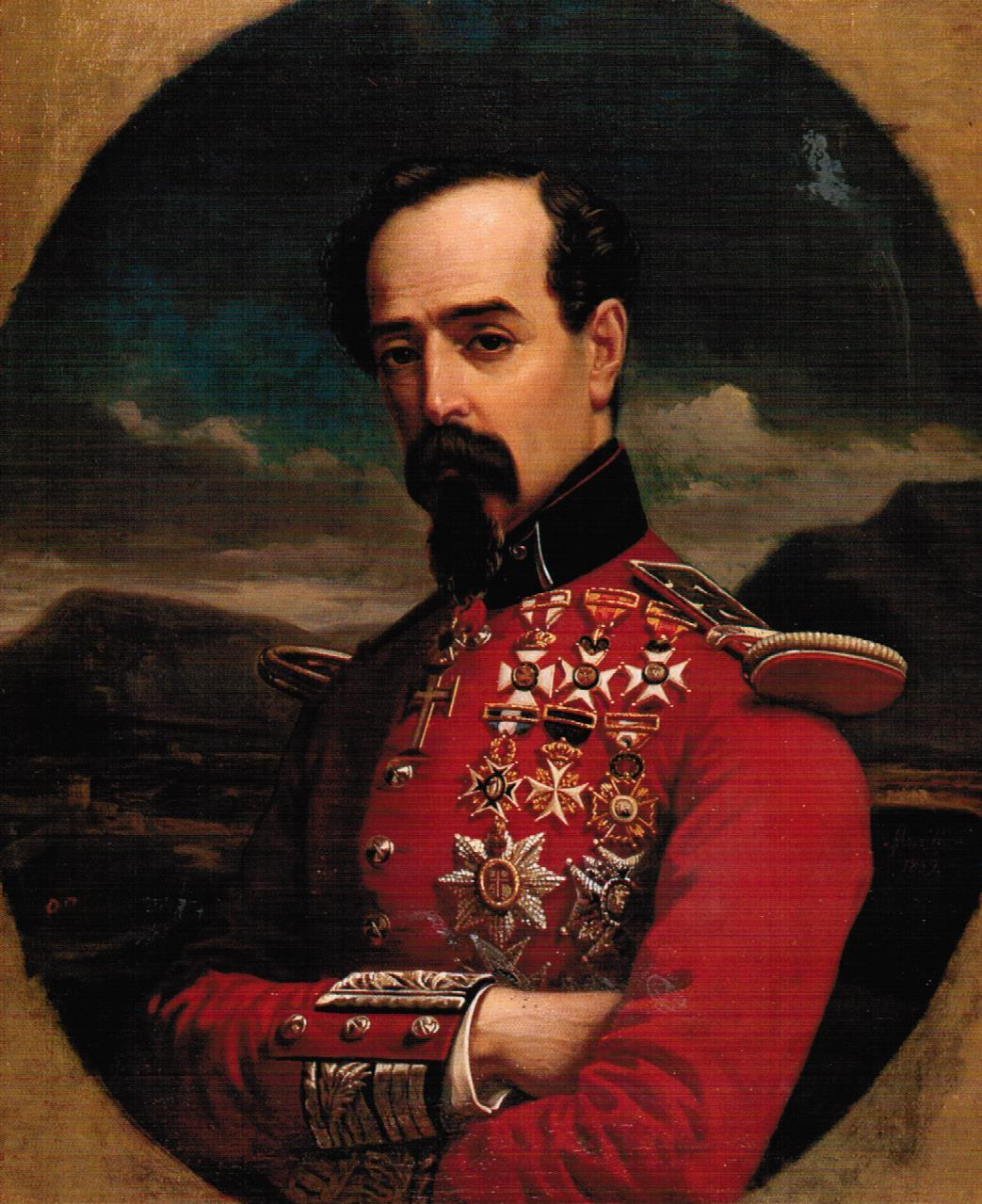
Cuadro del Duque de Montpensier pintado por Josefa Murillo.

Paralelamente también estuvo desarrollando su carrera pictórica. Su primera exposición fue en la Exposición Nacional de Bellas Artes con la obra Efecto de luna (1860), gracias a la cual consiguió una mención de honor. Dos años después logró obtener una medalla de plata en la Exposición de Bellas Artes de Málaga. Dentro de sus obras más destacadas se encuentran el retrato del Duque de Montpensier. Además de su carrera en solitario, compartió varias exposiciones artísticas junto a su hija Consuelo, entre ellas la Exposición Nacional de Bellas Artes de 1887 y las Exposiciones Generales de 1897 y 1899.

## Reconocimientos
El 24 de abril de 1858 tuvo lugar en el Teatro de la Zarzuela una función extraordinaria a beneficio de la primera tiple Josefa Murillo, donde se interpretó la zarzuela Amor sin conocer.